# Heligmonevra ornata
Heligmonevra ornata là một loài ruồi trong họ Asilidae. Heligmonevra ornata được Lindner miêu tả năm 1955. Loài này phân bố ở vùng nhiệt đới châu Phi.